# Portugisiska Östafrika
Portugisiska Östafrika var en portugisisk besittning i Östafrika åren 1498-1975. Den ersattes den 25 juni 1975 av Moçambique efter moçambikiska självständighetskriget 1964-1974.